# Karlsruher Münzskandal
Beim Karlsruher Münzskandal wurden Anfang der 1970er Jahre ohne offiziellen Auftrag in der staatlichen Münzprägeanstalt Karlsruhe Münzen von Mitarbeitern geprägt und dabei insbesondere wertvolle Sammlerstücke gefälscht.

## Geschichte
Die geprägten Münzen wurden von den Mitarbeitern privat an Sammler und Bedienstete des Bundesfinanzministeriums verkauft bzw. weitergegeben. Nach Ermittlungen der Staatsanwaltschaft sollen etwa 1.650 bis 1.700 Münzen mit einem damaligen Sammlerwert von rund 500.000 DM hergestellt worden sein.
An diesen illegalen Prägungen waren der Direktor der Münze Willy Ott, der stellvertretende Direktor Stefan Heiling und der Facharbeiter Klaus Fetzner direkt beteiligt. Im Zuge der späteren Ermittlungen wurde aber auch gegen den damaligen Bundesbankdirektor Werner Lucht ein Ermittlungsverfahren eingeleitet.
Die illegalen Prägungen waren dem Sammler Phillip Kaplan 1974 aufgefallen. Er hatte sich über das vermehrte Auftreten seltener Münzprägungen gewundert und sich an die Bundesbank gewandt. Bei der genaueren Prüfung dieser Münzen war ihm aufgefallen, dass für die Herstellung die offiziellen Prägestempel benutzt worden waren. Allerdings waren für die entscheidende Seite die ursprünglichen Prägestempel benutzt worden, für die andere Seite jedoch die modernen Stempel (falsche Stempelkopplung), oder neue Rändeleisen, die es zum vorgeblichen Prägejahr noch nicht gab. Bei den internen Kontrollen („Münzsturz“) waren die Manipulationen nicht aufgefallen, da die unerlaubt entnommenen Münzrohlinge durch die entsprechende Menge prägefrischer Münzen ersetzt wurden.
Alle betroffenen Münzen haben das Münzzeichen der Karlsruher Münze, „G“, und lassen sich in zwei Kategorien aufteilen. Es handelt sich entweder um Nachprägungen existierender Münzen, vor allem des 50-Pf-Stücks von 1950 „Bank Deutscher Länder“ (J. 379) und des 2-Pf-Stücks von 1967 PP („Eisen, Kupfer-plattiert“), aber auch des 5-DM-Kursstücks von 1951 in PP. Oder es wurden Münzen geprägt, für die es in dem Jahr bzw. für die Karlsruher Münzprägeanstalt nie einen Auftrag gegeben hatte, wie etwa das 2-DM-Stück von 1959 (J. 392).

## Verurteilungen
Das Landgericht Karlsruhe verurteilte zunächst einen Angeklagten wegen Diebstahls und versuchten Betrugs in zwei Fällen zur Gesamtfreiheitsstrafe von zehn Monaten, einen weiteren außerdem wegen Beihilfe zur Unterschlagung zu einer Gesamtfreiheitsstrafe von elf Monaten sowie zu einer Geldstrafe. Ein dritter Beschuldigter erhielt wegen Unterschlagung eine Geldstrafe. Die Vollstreckung der Freiheitsstrafen war zur Bewährung ausgesetzt worden. Die Staatsanwaltschaft hatte das Urteil angefochten, denn es erfolgte keine Verurteilung wegen Falschmünzerei. Das Landgericht war aber davon ausgegangen, dass es sich bei in einer staatlichen Münze geprägtem Geld nicht um Falschgeld handeln könne, selbst wenn es ohne Auftrag des Bundesfinanzministeriums „privat“ zur Gewinnerzielung hergestellt wurde. 
Der Bundesgerichtshof sah aber den fehlenden Auftrag des Ministeriums als entscheidend an und verwies das Verfahren zurück. Im Übrigen seien die Münzen daher Falschgeld und müssten eingezogen werden, denn: "1. Es handelt sich um Falschgeld, wenn in der Münzstätte eines (Bundeslandes) Landes Münzen, die gültige Zahlungsmittel sind, nachgeprägt werden, ohne daß der Bund einen Prägeauftrag erteilt hat. 2. Falschgeld wird auch dann als echtes Geld in den Verkehr gebracht, wenn es als Sammelobjekt zu einem den Nennwert übersteigenden Preis verkauft wird.". Das Landgericht entschied dann, dass die Angeklagten sich der Falschmünzerei aus Unkenntnis der Rechtslage nicht bewusst waren und änderte die Strafen nur unwesentlich, was der BGH danach auch bestätigte.